# فهرست ایالت‌های آمریکا
ایالات متحده آمریکا متشکل از ۵۰ ایالت، یک ناحیهٔ فدرال (واشینگتن، دی.سی، پایتخت ایالات متحده)، پنج قلمرو بزرگ، و جزایر کوچک مختلف است. ۴۸ ایالت به‌هم پیوسته و واشینگتن، دی.سی. در آمریکای شمالی بین کانادا و مکزیک قرار دارند. آلاسکا منطقه‌ای در شمال غربی آمریکای شمالی است که فقط به کانادا متصل است و هاوایی مجمع‌الجزایری در میانهٔ اقیانوس آرام است. قلمروهای دیگر ایالات متحده در سراسر اقیانوس آرام و دریای کارائیب پراکنده‌اند. از زمان تأسیس ایالات متحده در سال ۱۷۷۶، تعداد ایالت‌ها از ۱۳ ایالت اولیه به ۵۰ ایالت کنونی افزایش یافته است.
فهرست ایالات به همراه اطلاعات کلی شامل وسعت و جمعیت آن‌ها در جدول زیر خلاصه شده‌است.

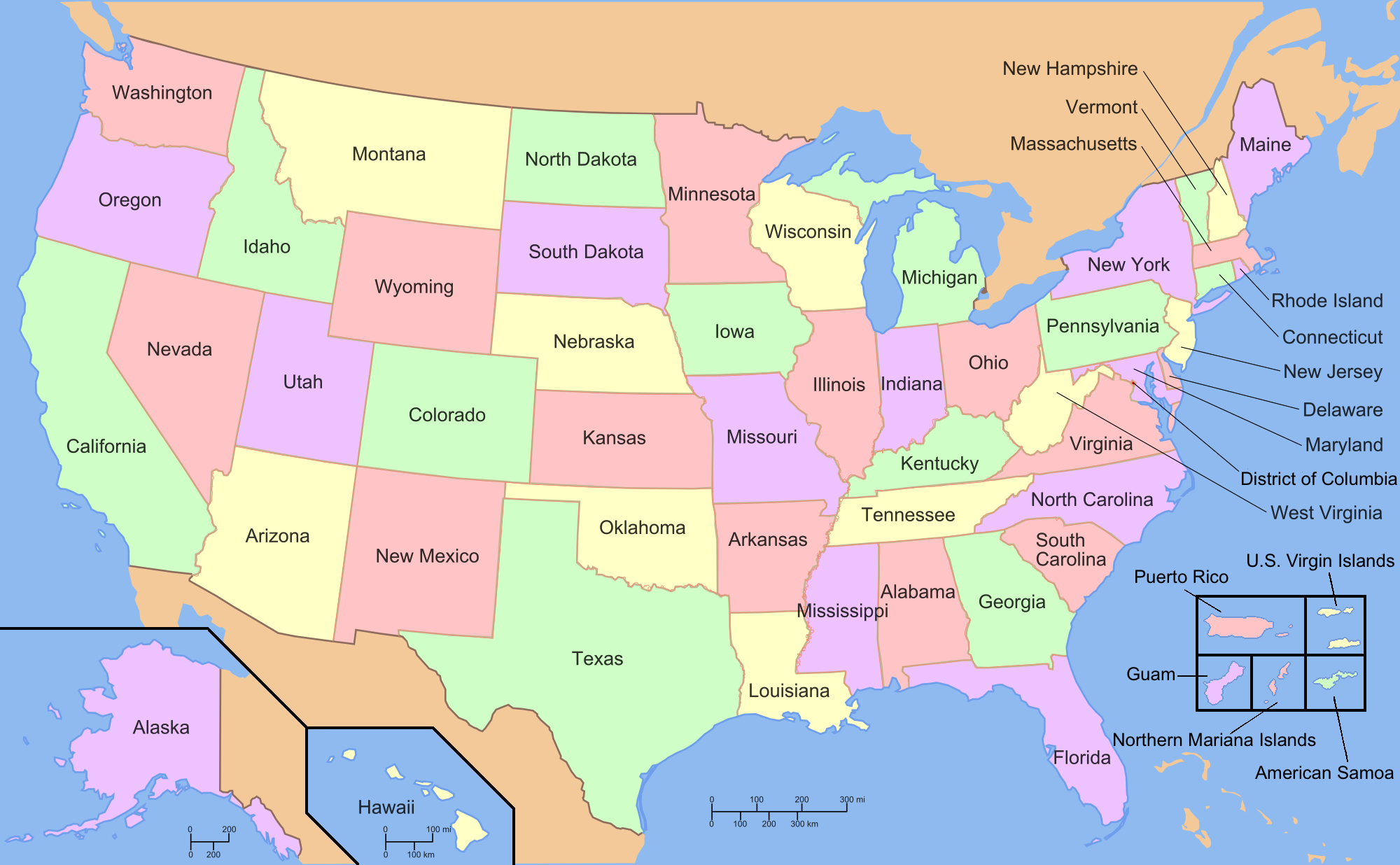
موقعیت ایالت‌ها در نقشهٔ ایالات متحده آمریکا

| نام             | IPA                  | مخفف پستی | پرچم | Statehood      | وسعت (کیلومتر مربع)                        | جمعیت (۲۰۱۱) | مرکز          | پرجمعیت‌ترین شهر | Preceding entity                                                                     | تولید ناخالص داخلی (میلیون دلار) |
| --------------- | -------------------- | --------- | ---- | -------------- | ------------------------------------------ | ------------ | ------------- | --------------- | ------------------------------------------------------------------------------------ | -------------------------------- |
| آلاباما         | /ˌæləˈbæmə/          | AL        |      | ۱۴ دسامبر ۱۸۱۹ | ۵۲٬۴۱۹ مایل مربع (۱۳۵٬۷۶۵ کیلومتر مربع)    | ۴٬۸۰۲٬۷۴۰    | مانتگامری     | بیرمنگام        | منطقه آلاباما                                                                        | ۱۷۴٬۴۰۰                          |
| آلاسکا          | /əˈlæskə/            | AK        |      | ۳ ژانویه ۱۹۵۹  | ۶۶۳٬۲۶۷ مایل مربع (۱٬۷۱۷٬۸۵۴ کیلومتر مربع) | ۷۲۲٬۷۱۸      | جونو          | انکوریج         | منطقه آلاسکا                                                                         | ۴۵٬۶۰۰                           |
| آریزونا         | /ˌærɪˈzoʊnə/         | AZ        |      | ۱۴ فوریه ۱۹۱۲  | ۱۱۳٬۹۹۸ مایل مربع (۲۹۵٬۲۵۴ کیلومتر مربع)   | ۶٬۴۸۲٬۵۰۵    | فینیکس        | فینیکس          | ناحیه آریزونا                                                                        | ۲۶۱٬۳۰۰                          |
| آرکانزاس        | /ˈɑrkənsɔ:/          | AR        |      | ۱۵ ژوئن ۱۸۳۶   | ۵۲٬۸۹۷ مایل مربع (۱۳۷٬۰۰۲ کیلومتر مربع)    | ۲٬۹۳۷٬۹۷۹    | لیتل راک      | لیتل راک        | ناحیه آرکانزاس                                                                       | ۱۰۵٬۸۰۰                          |
| کالیفرنیا       | /ˌkælɪˈfɔrnjə/       | CA        |      | ۹ سپتامبر ۱۸۵۰ | ۱۶۳٬۷۰۰ مایل مربع (۴۲۳٬۹۷۰ کیلومتر مربع)   | ۳۷٬۶۹۱٬۹۱۲   | ساکرامنتو     | لس‌آنجلس         | Directly admitted from واگذاری مکزیک                                                 | ۱٬۹۳۶٬۴۰۰                        |
| کلرادو          | /ˌkɒləˈrædoʊ/        | CO        |      | ۱ اوت ۱۸۷۶     | ۱۰۴٬۱۸۵ مایل مربع (۲۶۹٬۸۳۷ کیلومتر مربع)   | ۵٬۱۱۶٬۷۹۶    | دنور          | دنور            | ناحیه کلرادو                                                                         | ۲۵۹٬۷۰۰                          |
| کنتیکت          | /kəˈnɛtɪkət/         | CT        |      | ۹ ژانویه ۱۷۸۸  | ۵٬۵۴۳ مایل مربع (۱۴٬۳۵۶ کیلومتر مربع)      | ۳٬۵۸۰٬۷۰۹    | هارتفورد      | بریجپورت        | Connecticut Colony, then sovereign state in Confederation                            | ۲۳۳٬۴۰۰                          |
| دلاور           | /ˈdɛləwɛər/          | DE        |      | ۷ دسامبر ۱۷۸۷  | ۲٬۴۹۱ مایل مربع (۶٬۴۵۲ کیلومتر مربع)       | ۹۰۷٬۱۳۵      | دوور          | ویلمینگتن       | Lower Counties on Delaware, then sovereign state in Confederation                    | ۶۲٬۷۰۰                           |
| فلوریدا         | /ˈflɑrɪdə/           | FL        |      | ۳ مارس ۱۸۴۵    | ۶۵٬۷۵۵ مایل مربع (۱۷۰٬۳۰۴ کیلومتر مربع)    | ۱۹٬۰۵۷٬۵۴۲   | تالاهاسی      | جکسون‌ویل        | Florida Territory                                                                    | ۷۵۴٬۰۰۰                          |
| جورجیا          | /ˈdʒɔrdʒə/           | GA        |      | ۲ ژانویه ۱۷۸۸  | ۵۹٬۴۲۵ مایل مربع (۱۵۳٬۹۰۹ کیلومتر مربع)    | ۹٬۸۱۵٬۲۱۰    | آتلانتا       | آتلانتا         | Province of Georgia, then sovereign state in Confederation                           | ۴۰۴٬۶۰۰                          |
| هاوایی          | /həˈwaɪ.i:/          | HI        |      | ۲۱ اوت ۱۹۵۹    | ۱۰٬۹۳۱ مایل مربع (۲۸٬۳۱۱ کیلومتر مربع)     | ۱٬۳۷۴٬۸۱۰    | هونولولو      | هونولولو        | Kingdom of Hawaii, then US ناحیه هاوایی                                              | ۶۸٬۹۰۰                           |
| آیداهو          | /ˈaɪdəhoʊ/           | ID        |      | ۳ ژوئیه ۱۸۹۰   | ۸۳٬۶۴۲ مایل مربع (۲۱۶٬۶۳۲ کیلومتر مربع)    | ۱٬۵۸۴٬۹۸۵    | بویزی         | بویزی           | ناحیه آیداهو                                                                         | ۵۴٬۸۰۰                           |
| ایلینوی         | /ɪlɪˈnɔɪ/            | IL        |      | ۳ دسامبر ۱۸۱۸  | ۵۴٬۸۲۶ مایل مربع (۱۴۱٬۹۹۸ کیلومتر مربع)    | ۱۲٬۸۶۹٬۲۵۷   | اسپرینگ‌فیلد   | شیکاگو          | ناحیه ایلی‌نوی، formed from the Northwest Territory                                   | ۶۴۴٬۲۰۰                          |
| ایندیانا        | /ˌɪndiˈænə/          | IN        |      | ۱۱ دسامبر ۱۸۱۶ | ۳۶٬۴۱۸ مایل مربع (۹۴٬۳۲۱ کیلومتر مربع)     | ۶٬۵۱۶٬۹۲۲    | ایندیاناپولیس | ایندیاناپولیس   | ناحیه ایندیانا، تشکیل‌شده از ناحیه نورٍث‌وست                                            | ۲۶۷٬۶۰۰                          |
| آیووا           | /ˈaɪ. ɵwə/           | IA        |      | ۲۸ دسامبر ۱۸۴۶ | ۵۶٬۲۷۲ مایل مربع (۱۴۵٬۷۴۳ کیلومتر مربع)    | ۳٬۰۶۲٬۳۰۹    | دی موین       | دی موین         | ناحیه آیووا                                                                          | ۱۴۷٬۲۰۰                          |
| کانزاس          | /ˈkænzəs/            | KS        |      | ۲۹ ژانویه ۱۸۶۱ | ۸۲٬۲۷۷ مایل مربع (۲۱۳٬۰۹۶ کیلومتر مربع)    | ۲٬۸۷۱٬۲۳۸    | توپیکا        | ویچیتا          | ناحیه کانزاس                                                                         | ۱۲۸٬۵۰۰                          |
| کنتاکی          | /kɪnˈtʌki/           | KY        |      | ۱ ژوئن ۱۷۹۲    | ۴۰٬۴۰۹ مایل مربع (۱۰۴٬۶۵۹ کیلومتر مربع)    | ۴٬۳۶۹٬۳۵۶    | فرانکفورت     | لویی‌ویل         | Split off from ویرجینیا with that state's consent. The former huge Kentucky County   | ۱۶۱٬۴۰۰                          |
| لوئیزیانا       | /lu:ˌi:ziˈænə/       | LA        |      | ۳۰ آوریل ۱۸۱۲  | ۵۲٬۲۷۱ مایل مربع (۱۳۵٬۳۸۲ کیلومتر مربع)    | ۴٬۵۷۴٬۸۳۶    | باتون‌روژ      | نیواورلئان      | ناحیه اورلئان                                                                        | ۲۱۳٬۶۰۰                          |
| مین             | /ˈmeɪn/              | ME        |      | ۱۵ مارس ۱۸۲۰   | ۳۵٬۳۸۵ مایل مربع (۹۱٬۶۴۶ کیلومتر مربع)     | ۱٬۳۲۸٬۱۸۸    | آگوستا        | پورتلند         | Split off from ماساچوست with that state's consent (the former District of Maine)     | ۵۳٬۲۰۰                           |
| مریلند          | /ˈmɛrələnd/          | MD        |      | ۲۸ آوریل ۱۷۸۸  | ۱۲٬۴۰۷ مایل مربع (۳۲٬۱۳۳ کیلومتر مربع)     | ۵٬۸۲۸٬۲۸۹    | آناپولیس      | بالتیمور        | Province of Maryland, then sovereign state in Confederation                          | ۳۰۰٬۰۰۰                          |
| ماساچوست        | /ˌmæsəˈtʃu:sɪts/     | MA        |      | ۶ فوریه ۱۷۸۸   | ۱۰٬۵۵۴ مایل مربع (۲۷٬۳۳۶ کیلومتر مربع)     | ۶٬۵۸۷٬۵۳۶    | بوستون        | بوستون          | Province of Massachusetts Bay, then sovereign state in Confederation                 | ۳۷۷٬۷۰۰                          |
| میشیگان         | /ˈmɪʃɪɡən/           | MI        |      | ۲۶ ژانویه ۱۸۳۷ | ۹۷٬۹۹۰ مایل مربع (۲۵۳٬۷۹۳ کیلومتر مربع)    | ۹٬۸۷۶٬۱۸۷    | لنسینگ        | دیترویت         | Michigan Territory, formed from the Northwest Territory                              | ۳۷۲٬۴۰۰                          |
| مینه‌سوتا        | /ˌmɪnɪˈsoʊtə/        | MN        |      | ۱۱ مه ۱۸۵۸     | ۸۶٬۹۴۳ مایل مربع (۲۲۵٬۱۸۱ کیلومتر مربع)    | ۵٬۳۴۴٬۸۶۱    | سینت پال      | مینئاپولیس      | ناحیه مینه‌سوتا                                                                       | ۲۶۷٬۱۰۰                          |
| میسیسیپی        | /ˌmɪsɪˈsɪpi/         | MS        |      | ۱۰ دسامبر ۱۸۱۷ | ۴۸٬۴۳۴ مایل مربع (۱۲۵٬۴۴۳ کیلومتر مربع)    | ۲٬۹۷۸٬۵۱۲    | جکسون         | جکسون           | Mississippi Territory, formed from land donated to the U.S. by Georgia               | ۹۸٬۹۰۰                           |
| میزوری          | /mɪˈzʊəri, mɪˈzʊərə/ | MO        |      | ۱۰ اوت ۱۸۲۱    | ۶۹٬۷۰۴ مایل مربع (۱۸۰٬۵۳۳ کیلومتر مربع)    | ۶٬۰۱۰٬۶۸۸    | جفرسون سیتی   | کانزاس‌سیتی      | Missouri Territory                                                                   | ۲۴۶٬۷۰۰                          |
| مونتانا         | /mɒnˈtænə/           | MT        |      | ۸ نوامبر ۱۸۸۹  | ۱۴۷٬۱۶۵ مایل مربع (۳۸۱٬۱۵۶ کیلومتر مربع)   | ۹۹۸٬۱۹۹      | هلنا          | بیلینگز         | ناحیه مونتانا                                                                        | ۳۷٬۲۰۰                           |
| نبراسکا         | /nəˈbræskə/          | NE        |      | ۱ مارس ۱۸۶۷    | ۷۷٬۴۲۰ مایل مربع (۲۰۰٬۵۲۰ کیلومتر مربع)    | ۱٬۸۴۲٬۶۴۱    | لینکلن        | اوماها          | ناحیه نبراسکا                                                                        | ۸۹٬۶۰۰                           |
| نوادا           | /nəˈvædə/            | NV        |      | ۳۱ اکتبر ۱۸۶۴  | ۱۱۰٬۵۶۷ مایل مربع (۲۸۶٬۳۶۷ کیلومتر مربع)   | ۲٬۷۲۳٬۳۲۲    | کارسون‌سیتی    | لاس‌وگاس         | ناحیه نوادا                                                                          | ۱۲۷٬۵۰۰                          |
| نیوهمپشر        | /nu: ˈhæmpʃər/       | NH        |      | ۲۱ ژوئن ۱۷۸۸   | ۹٬۳۵۰ مایل مربع (۲۴٬۲۱۷ کیلومتر مربع)      | ۱٬۳۱۸٬۱۹۴    | کنکورد        | منچستر          | Province of New Hampshire, then sovereign state in Confederation                     | ۶۱٬۶۰۰                           |
| نیوجرسی         | /nu: ˈdʒɜrzi/        | NJ        |      | ۱۸ دسامبر ۱۷۸۷ | ۸٬۷۲۹ مایل مربع (۲۲٬۶۰۸ کیلومتر مربع)      | ۸٬۸۲۱٬۱۵۵    | ترنتون        | نیوآرک          | Province of New Jersey, then sovereign state in Confederation                        | ۴۹۷٬۰۰۰                          |
| نیومکزیکو       | /nu: ˈmɛksɪkoʊ/      | NM        |      | ۶ ژانویه ۱۹۱۲  | ۱۲۱٬۶۹۷ مایل مربع (۳۱۵٬۱۹۴ کیلومتر مربع)   | ۲٬۰۸۲٬۲۲۴    | سنتا فه       | آلبوکرکی        | ناحیه نیومکزیکو                                                                      | ۷۵٬۰۰۰                           |
| نیویورک         | /nu: ˈjɔrk/          | NY        |      | ۲۶ ژوئیه ۱۷۸۸  | ۵۴٬۵۵۶ مایل مربع (۱۴۱٬۲۹۹ کیلومتر مربع)    | ۱۹٬۴۶۵٬۱۹۷   | آلبانی        | نیویورک         | Province of New York, then sovereign state in Confederation                          | ۱٬۱۵۶٬۵۰۰                        |
| کارولینای شمالی | /ˌnɔrθ kærəˈlaɪnə/   | NC        |      | ۲۱ نوامبر ۱۷۸۹ | ۵۳٬۸۶۵ مایل مربع (۱۳۹٬۵۰۹ کیلومتر مربع)    | ۹٬۶۵۶٬۴۰۱    | رالی          | شارلوت          | Province of North Carolina, then sovereign state in Confederation                    | ۴۰۷٬۴۰۰                          |
| داکوتای شمالی   | /ˌnɔrθ dəˈkoʊtə/     | ND        |      | ۲ نوامبر ۱۸۸۹  | ۷۰٬۷۶۲ مایل مربع (۱۸۳٬۲۷۲ کیلومتر مربع)    | ۶۸۳٬۹۳۲      | بیسمارک       | فارگو           | Dakota Territory                                                                     | ۳۳٬۴۰۰                           |
| اوهایو          | /oʊˈhaɪ.oʊ/          | OH        |      | ۱ مارس ۱۸۰۳    | ۴۴٬۸۲۵ مایل مربع (۱۱۶٬۰۹۶ کیلومتر مربع)    | ۱۱٬۵۴۴٬۹۵۱   | کلمبوس        | کلمبوس          | Northwest Territory, land donated to the U.S. by پنسیلوانیا، ویرجینیا، and نیویورک   | ۴۸۳٬۴۰۰                          |
| اوکلاهوما       | /ˌoʊkləˈhoʊmə/       | OK        |      | ۱۶ نوامبر ۱۹۰۷ | ۶۹٬۹۶۰ مایل مربع (۱۸۱٬۱۹۵ کیلومتر مربع)    | ۳٬۷۹۱٬۵۰۸    | اکلاهما سیتی  | اکلاهما سیتی    | Oklahoma Territory and Indian Territory                                              | ۱۶۰٬۵۰۰                          |
| اورگن           | /ˈɒrɪɡən/            | OR        |      | ۱۴ فوریه ۱۸۵۹  | ۹۸٬۴۶۶ مایل مربع (۲۵۵٬۰۲۶ کیلومتر مربع)    | ۳٬۸۷۱٬۸۵۹    | سیلم          | پورتلند         | Oregon Territory                                                                     | ۱۶۸٬۹۰۰                          |
| پنسیلوانیا      | /ˌpɛnsɪlˈveɪnjə/     | PA        |      | ۱۲ دسامبر ۱۷۸۷ | ۴۶٬۰۵۵ مایل مربع (۱۱۹٬۲۸۳ کیلومتر مربع)    | ۱۲٬۷۴۲٬۸۸۶   | هریسبورگ      | فیلادلفیا       | Province of Pennsylvania, then sovereign state in Confederation                      | ۵۷۵٬۶۰۰                          |
| رودآیلند        | /rɵd ˈaɪlənd/        | RI        |      | ۲۹ مه ۱۷۹۰     | ۱٬۲۱۰ مایل مربع (۳٬۱۴۰ کیلومتر مربع)       | ۱٬۰۵۱٬۳۰۲    | پراویدنس      | پراویدنس        | Colony of Rhode Island and Providence Plantations, then sovereign state              | ۴۹٬۵۰۰                           |
| کارولینای جنوبی | /ˌsaʊθ kærəˈlaɪnə/   | SC        |      | ۲۳ مه ۱۷۸۸     | ۳۲٬۰۲۰ مایل مربع (۸۲٬۹۳۱ کیلومتر مربع)     | ۴٬۶۷۹٬۲۳۰    | کلمبیا        | کلمبیا          | Province of South Carolina, then sovereign state in Confederation                    | ۱۶۴٬۳۰۰                          |
| داکوتای جنوبی   | /ˌsaʊθ dəˈkoʊtə/     | SD        |      | ۲ نوامبر ۱۸۸۹  | ۷۷٬۱۸۴ مایل مربع (۱۹۹٬۹۰۵ کیلومتر مربع)    | ۸۲۴٬۰۸۲      | پییر          | سو فالز         | Dakota Territory                                                                     | ۳۹٬۹۰۰                           |
| تنسی            | /ˌtɛnɪˈsi:/          | TN        |      | ۱ ژوئن ۱۷۹۶    | ۴۲٬۱۸۱ مایل مربع (۱۰۹٬۲۴۷ کیلومتر مربع)    | ۶٬۴۰۳٬۳۵۳    | نشویل         | ممفیس           | Formed from western land donated to the U.S. by کارولینای شمالی                      | ۲۵۰٬۳۰۰                          |
| تگزاس           | /ˈtɛksəs/            | TX        |      | ۲۹ دسامبر ۱۸۴۵ | ۲۶۸٬۸۲۰ مایل مربع (۶۹۶٬۲۴۱ کیلومتر مربع)   | ۲۵٬۶۷۴٬۶۸۱   | آستین         | هیوستون         | جمهوری تگزاس                                                                         | ۱٬۲۰۷٬۴۳۲                        |
| یوتا            | /ˈju:tɑ:/            | UT        |      | ۴ ژانویه ۱۸۹۶  | ۸۴٬۸۹۹ مایل مربع (۲۱۹٬۸۸۷ کیلومتر مربع)    | ۲٬۸۱۷٬۲۲۲    | سالت‌لیک‌سیتی   | سالت‌لیک‌سیتی     | Utah Territory                                                                       | ۱۱۶٬۹۰۰                          |
| ورمانت          | /vərˈmɒnt/           | VT        |      | ۴ مارس ۱۷۹۱    | ۹٬۶۲۳ مایل مربع (۲۴٬۹۲۳ کیلومتر مربع)      | ۶۲۶٬۴۳۱      | مونپلیه       | برلینگتون       | Province of New York and New Hampshire Grants (ownership disputed); Vermont Republic | ۲۶٬۴۰۰                           |
| ویرجینیا        | /vərˈdʒɪnjə/         | VA        |      | ۲۵ ژوئن ۱۷۸۸   | ۴۲٬۷۷۴ مایل مربع (۱۱۰٬۷۸۵ کیلومتر مربع)    | ۸٬۰۹۶٬۶۰۴    | ریچموند       | ویرجینیابیچ     | Colony of Virginia, then sovereign state in Confederation                            | ۴۲۷٬۷۰۰                          |
| واشینگتن        | /ˈwɒʃɪŋtən/          | WA        |      | ۱۱ نوامبر ۱۸۸۹ | ۷۱٬۳۶۲ مایل مربع (۱۸۴٬۸۲۷ کیلومتر مربع)    | ۶٬۸۳۰٬۰۳۸    | المپیا        | سیاتل           | سرزمین واشینگتن                                                                      | ۳۵۱٬۱۰۰                          |
| ویرجینیای غربی  | /ˌwɛst vərˈdʒɪnjə/   | WV        |      | ۲۰ ژوئن ۱۸۶۳   | ۲۴٬۲۳۰ مایل مربع (۶۲٬۷۵۵ کیلومتر مربع)     | ۱٬۸۵۵٬۳۶۴    | چارلستون      | چارلستون        | Divided off from ویرجینیا without the consent of that state                          | ۶۶٬۶۰۰                           |
| ویسکانسین       | /wɪsˈkɒnsɪn/         | WI        |      | ۲۹ مه ۱۸۴۸     | ۶۵٬۴۹۸ مایل مربع (۱۶۹٬۶۳۹ کیلومتر مربع)    | ۵٬۷۱۱٬۷۶۷    | مدیسون        | میلواکی         | Wisconsin Territory, formed from the Northwest Territory                             | ۲۵۱٬۴۰۰                          |
| وایومینگ        | /waɪˈoʊmɪŋ/          | WY        |      | ۱۰ ژوئیه ۱۸۹۰  | ۹۷٬۸۱۸ مایل مربع (۲۵۳٬۳۴۸ کیلومتر مربع)    | ۵۶۸٬۱۵۸      | شاین          | شاین            | ناحیه وایومینگ                                                                       | ۳۸٬۲۰۰                           |

## نگارخانه

مناطق زیرمجموعه  ایالات جنوبی
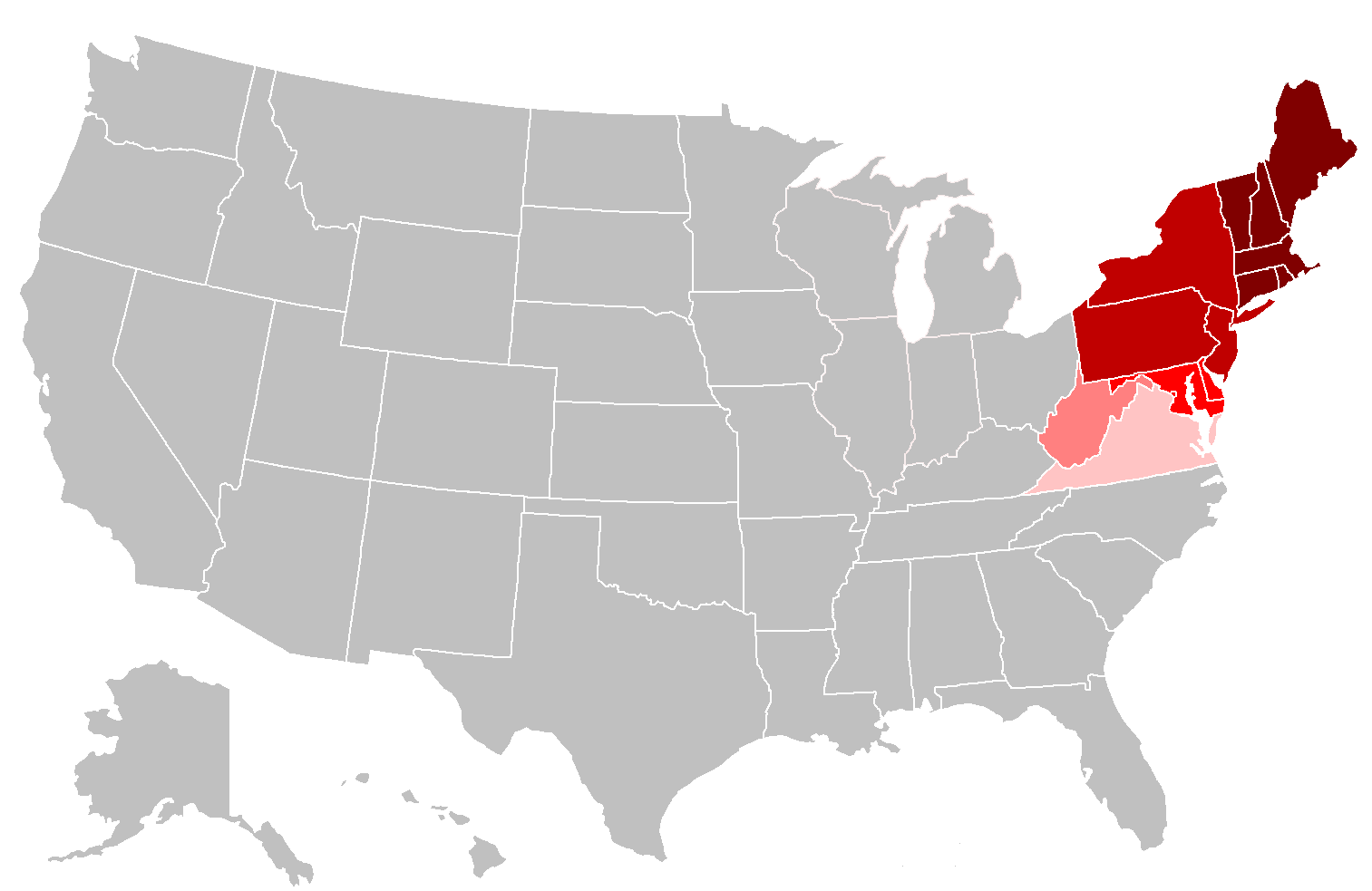
ایالات شمال شرقی